# Губарев, Алексей Александрович
Алексе́й Алекса́ндрович Гу́барев (29 марта 1931 — 21 февраля 2015) — советский космонавт, дважды Герой Советского Союза.

## Биография
Родился в селе Гвардейцы Борского района Куйбышевской области в семье крестьянина. С 1936 года жил и учился в подмосковном совхозе «Чашниково», куда перебралась семья после смерти отца.
В декабре 1941 года отступающие гитлеровские войска сожгли дом Губаревых. Семья вынуждена была перебраться сначала в подмосковные Химки, а потом вернуться в родное село. После окончания войны Губаревы перебрались в подмосковное Крюково.
В 1950 году окончил среднюю школу и поступил  в Военно-морское авиационно-техническое училище в г. Молотов. В 1950 году в данном ВМАТУ проходил отбор на летчиков в связи с решением об увеличении в два раза набора в летные училища ВМС.  Прошел отбор на летчика и с 1 ноября 1950 года приступил к обучению в  Военно-морском минно-торпедном авиационном училище авиации ВМС, в г. Николаеве. После его окончания в 1952 году служил в частях ВВС СССР. С декабря 1952 — лётчик, с марта 1953 — старший лётчик 1540-го минно-торпедного авиаполка (с 1955 — 928-й авиаполк) 598-й минно-торпедной авиадивизии (с 1955 — 130-я авиадивизия), с января 1956 — командир звена 5-го минно-торпедного авиаполка той же авиадивизии ВВС ТОФ. С февраля 1956 — командир звена 926-го гвардейского минно-торпедного авиаполка 13-й минно-торпедной авиадивизии ВВС. С сентября 1961 — командир эскадрильи 855-го отдельного минно-торпедного авиаполка ВВС ЧФ.

Летал на самолётах Як-18, Ту-2, Ил-28м, Л-29, налёт — более 1450 часов.
В 1957 поступил и в 1961 году окончил Военно-воздушную академию.
В январе 1963 года зачислен в отряд советских космонавтов (Группа ВВС № 2). Прошёл полный курс общекосмической подготовки. Проходил подготовку по советской лунной программе, в составе группы осваивал военно-исследовательский вариант космического корабля «Союз» (корабль 7К-ВИ). В дальнейшем готовился к космическим полётам на кораблях типа «Союз» (по программе «Контакт») и орбитальных станциях типа «Салют» (ДОС) в качестве командира, неоднократно был дублёром.
В сентябре 1973 года был командиром дублирующего экипажа (вместе с Георгием Михайловичем Гречко) при полёте космического корабля «Союз-12». Свой первый полёт совершил с 11 января по 9 февраля 1975 года вместе с Гречко в качестве командира космического корабля «Союз-17» и орбитального комплекса «Салют-4» — «Союз-17» (позывной — «Зенит»). Продолжительность пребывания в космосе составила 29 дней 13 часов 19 минут 45 секунд.
С 1976 года проходил подготовку по программе сотрудничества с социалистическими странами «Интеркосмос». Второй полёт совершил со 2 по 10 марта 1978 года вместе с чехом Владимиром Ремеком в качестве командира космического корабля «Союз-28» (позывной — «Зенит»). Это был первый пилотируемый полёт по программе «Интеркосмос». Космонавты работали на борту орбитального комплекса «Салют-6» — «Союз-27» — «Союз-28» вместе с Юрием Викторовичем Романенко и Г. М. Гречко. Продолжительность пребывания в космосе составила 7 дней 22 часа 16 минут. За 2 полёта в космос налетал 37 дней 11 часов 35 минут 45 секунд. В 1981 году покинул отряд космонавтов, но продолжал службу на командных должностях в Центре подготовки космонавтов имени Ю. А. Гагарина. В 1980-х годах был заместителем начальника 30-го Центрального научно-исследовательского института Министерства обороны.
С 1988 в отставке.
Член КПСС с 1957 по 1991 годы. Генерал-майор авиации (1983). 

Кандидат технических наук (с 1982), имеет 16 научных работ.
Скончался 21 февраля 2015 года. Прощание и похороны прошли 25 февраля на Федеральном военно-мемориальном кладбище.

## Воинские звания
- Лейтенант (2.12.1952).
- Старший лейтенант (16.08.1955).
- Капитан (4.10.1957).
- Майор (3.07.1961).
- Подполковник (30.10.1965).
- Полковник (15.02.1975).
- Генерал-майор авиации (3.11.1983)

## Награды
- Дважды Герой Советского Союза (Указы Президиума Верховного Совета СССР от 12 февраля 1975 года и 16 марта 1978 года).
- Два ордена Ленина (12 февраля 1975 года и 16 марта 1978 года).
- Медаль «За заслуги в освоении космоса» (12 апреля 2011 года) — за большие заслуги в области исследования, освоения и использования космического пространства, многолетнюю добросовестную работу, активную общественную деятельность[3].
- Медаль «За освоение целинных земель» (1974).
- 9 советских юбилейных и за выслугу лет медалей.
- Герой ЧССР (ЧССР, 16 марта 1978).
- Орден Клемента Готвальда (ЧССР).
- Медаль «Китайско-советская дружба» (1955).
- Медаль «За укрепление дружбы по оружию» I степени (ЧССР).
- Медаль «Братство по оружию» I степени (ГДР).
- Золотая медаль имени К. Э. Циолковского АН СССР.
- Золотая медаль имени Ю. А. Гагарина (FAI).
- Золотая медаль Чехословацкой АН.
- Почётный знак ВЛКСМ

Почётный гражданин городов Калуга (Россия), Аркалык, Астана, Павлодар, Усть-Каменогорск, Экибастуз (Казахстан), Прага (Чехия), Братислава (Чехословакия, 2 мая 1987).
Именем Алексея Губарева названа малая планета № 2544.

## Произведения
1. А. А. Губарев. Притяжение невесомости. Документальная повесть / [Лит. запись Б. А. Бобылева] М. : Современник, 1982;
2. А. А. Губарев, В. Ремек. Породнённые орбитой / М. : Мол. гвардия, 1983;
3. А. А. Губарев. Орбита жизни / М. : Мол. гвардия, 1990;
4. А. А. Губарев. Космос начинается на земле. Эпизоды… / М. : Русский раритет, 2011.

## Упоминания в культуре
В треке итальянской группы «Bad Sector» «October 4, 1957» (альбом «Kosmodrom», 2005 год) звучит запись голоса Алексея Губарева: «Есть переброс шкал. Блинкер на десять».